# Giovanni Ferrofino
Giovanni Ferrofino (24 février 1912, Alessandria - 21 décembre 2010) est un archevêque italien de l'Église catholique romaine.

## Biographie
Giovanni Ferrofino est né en 1912 dans la ville d'Alessandria dans le nord ouest de l'Italie. Le 22 septembre 1934, il est ordonné prêtre du diocèse d'Alessandria.
En 1959 et 1960, il est internonce en Suisse. Le 8 février 1960, Ferrofino est nommé nonce apostolique en Haïti. L'année suivante, il est nommé archevêque de Zenopolis-en-Isaurie (de) en Turquie le 26 octobre 1961 et y est ordonné le 28 novembre 1961. Giovanni est nommé nonce apostolique en Équateur (en) le 3 novembre 1965, et démissionne de son poste le 29 septembre 1970.
Pendant la Seconde Guerre mondiale, selon Gary Krupp de la fondation Pave the Way, il a personnellement agi sous les ordres directs du pape Pie XII deux fois par an pour obtenir des visas pour les juifs arrivant du Portugal et se rendant en République dominicaine.
Il voyage avec le nonce, archevêque Maurilio Silvani, pour obtenir 800 visas par cargaison de bateau deux fois par an durant la période de 1939-1945 et intervenait directement pour ce faire auprès du general Rafael Trujillo au nom du pape Pie XII. Cette action, d'après Krupp, sauve plus de 10 000 Juifs qui étaient ensuite redirigé sur le continent américain avec l'aide de Ferrofino vers le Cuba, le Mexique et le Canada.